# Maniyanahalli, Kolar
Maniyanahalli là một làng thuộc tehsil Kolar, huyện Kolar, bang Karnataka, Ấn Độ.